# Bracon ghesquierei
Bracon ghesquierei är en stekelart som först beskrevs av De Saeger 1943.  Bracon ghesquierei ingår i släktet Bracon och familjen bracksteklar. Inga underarter finns listade.